# SK Karancsberény
A Karancsberény Sportkör 1947-ben alakult csapat, felnőtt csapatuk jelenleg a megyei másodosztály keleti csoportjában játszik. Míg az ifi csapat a megyei másodosztály ifibajnokságában játszik. Edzőjük Földi Attila. 2010 óta a csapat szponzora a Renault Renniss, attól kezdve a csapat neve Renault Renniss Karancsberénynek lett. A klub színei a piros - fehér.

## Története
A sportkör 1947-ben alakult meg, vezetői Fodor Dezső (elnök), Kovács Ernő, Torák Bálint, és Lantos Bálint voltak. A csapat a járási bajnokságban szerepelt hosszú éveken át. A sportolók nagyrészt saját pénzükön tartották fenn a sportkört, vagy egy „mezítlábas” csapatot. Az 1950-es évek elején újabb csapatot szerveztek. Tagjai: Fodor Ernő, Kovács Sándor, Klement József, Kovács Ernő, Fodor Sándor, Fodor Géza, Németh Ferenc, Kocsis Gyula, Kovács Dezső, Fodor Balázs, Juhász László, és Mezei Károly voltak. Ez a csapat egyszer járási bajnokságot nyert, de az osztályozó mérkőzésen elbukott így nem tudott feljebb jutni.
Ekkorra már a Légrády-kúria hozzáépítése is elkészült, ezt a sportolók a mai napig használják. A kúria parkjában pedig labdarúgópálya épült, itt rendezik ma is a sporteseményeket. 
A 70-es években egy újabb nagy csapat jött létre, s '71-ben bajnokságot nyerve a megyei első osztályban folytatta a szereplést. Egy év múlva pedig kiesett a Karancsberény a megyei I.-ből. A 70-es évek vége felé, pedig újra a járási bajnokságokban játszott a csapat.
A 80-as évekvégén végül a megyei II. osztályból is.
1990-ben újabb átalakítás történt, több salgótarjáni játékos is érkezett. Ez a csapat megnyerte megyei másodosztályt, és újra szerepelhetett a megyei I.-ben. A sportkör történetének legjobb eredményét az 1997/98-as szezonban érte el, amikor mindössze rosszabb gólaránnyal szorult a harmadik helyre.

## A csapat kerete
| No. |     | Poszt | Játékos         |
| --- | --- | ----- | --------------- |
| 99  | HUN | K     | Mezei Krisztián |
| 88  | HUN | K     | Henglár Erik    |
| 1   | HUN | V     | Jenei István    |
| 2   | HUN | V     | Simon Péter     |
| 3   | HUN | V     | Zsély Dániel    |
| 4   | HUN | V     | Simon Bence     |
| 5   | HUN | V     | Pál András      |
| 6   | HUN | V     | Klimasz József  |
| 7   | HUN | V     | Fodor Cs. Péter |
| 8   | HUN | V     | Hulitka Dániel  |
| 9   | HUN | V     | Gyetvai Zsolt   |
| 10  | HUN | KP    | Szőke Szabolcs  |
| 11  | HUN | KP    | Torják Gábor    |
| 12  | HUN | KP    | Babka Tamás     |
| 13  | HUN | KP    | Mórocz Bálint   |

| No. |     | Poszt | Játékos       |
| --- | --- | ----- | ------------- |
| 14  | HUN | KP    | Tóth Péter    |
| 15  | HUN | KP    | Létrai Tamás  |
| 16  | HUN | KP    | Mátyus Sándor |
| 17  | HUN | KP    | Fodor Máté    |
| 18  | HUN | KP    | Racs János    |
| 19  | HUN | KP    | Szőke László  |
| 20  | HUN | CS    | Kálmán Kornél |
| 21  | HUN | CS    | Horváth Zsolt |
| 22  | HUN | CS    | Kovács Bálint |
| 23  | HUN | CS    | Kollár Péter  |

## Bajnoki múltja
| szezon    | bajnokság                                                                  | csapat neve                     | helyezés   | pont       |
| --------- | -------------------------------------------------------------------------- | ------------------------------- | ---------- | ---------- |
| 2013/2014 | Nógrád megyei II. osztály, Keleti csoport                                  | SK Karancsberény                | 1.         | 54         |
| 2012/2013 | Nógrád megyei II. osztály, Keleti csoport                                  | Renault Reniss Karancsberény    | 4.         | 52         |
| 2011/2012 | Nógrád megyei II. osztály, Keleti csoport                                  | Renault Rennis SK Karancsberény | 3.         | 65         |
| 2010/2011 | Nógrád megyei II. osztály, Keleti csoport                                  | Renault Renniss K-BERÉNY        | 3.         | 66         |
| 2009/2010 | Nógrád megyei I. osztály                                                   | Karancsberény                   | 12.        | 33         |
| 2008/2009 | Nógrád megyei I. osztály                                                   | SK Karancsberény                | 9.         | 48         |
| 2007/2008 | Nógrád megyei I. osztály, Keleti csoport (alapszakasz)                     | Nógrád Nissan Karancsberény     | 3.         | 45         |
| 2007/2008 | Nógrád megyei I. osztály, Keleti csoport (rájátszás)                       | Nógrád Nissan Karancsberény     | 5.         | 3          |
| 2006/2007 | Nógrád megyei I. osztály, Keleti csoport (alapszakasz)                     | Karancsberény                   | 6.         | 38         |
| 2006/2007 | Nógrád megyei I. osztály, Keleti csoport (rájátszás)                       | Karancsberény                   | 11.        | 7          |
| 2005/2006 | Nógrád megyei I. osztály                                                   | Karancsberény                   | 15.        | 38         |
| 2004/2005 | Nógrád megyei I. osztály                                                   | Karancsberény                   | 14.        | 29         |
| 2003/2004 | Nógrád megyei I. osztály                                                   | Karancsberény                   | 11.        | 38         |
| 2002/2003 | Nógrád megyei I. osztály                                                   | Karancsberény                   | 6.         | 43         |
| 2001/2002 | Nógrád megyei I. osztály                                                   | Karancsberény                   | 9.         | 42         |
| 2000/2001 | Nógrád megyei II. osztály, Keleti csoport                                  | Karancsberény                   | 1.         | 73         |
| 1999/2000 | Nógrád megyei II. osztály, Keleti csoport                                  | Karancsberény                   | 3.         | 65         |
| 1998/1999 | Nógrád megyei I. osztály                                                   | Karancsberény                   | 16.        | 13         |
| 1997/1998 | Nógrád megyei I. osztály                                                   | Karancsberény                   | 3.         | 54         |
| 1996/1997 | Nógrád megyei I. osztály                                                   | Karancsberény                   | 8.         | 40         |
| 1995/1996 | Nógrád megyei I. osztály                                                   | ÁFÉSZ SE Karancsberény          | 5.         | 41         |
| 1994/1995 | Nógrád megyei I. osztály                                                   | Karancsberény                   | 11.        | 38         |
| 1993/1994 | Nógrád megyei I. osztály, helyosztók                                       | Karancsberény (Áfész SE)        | 17.        | -          |
| 1993/1994 | Nógrád megyei I. osztály, Keleti csoport                                   | Karancsberény (Áfész SE)        | 9.         | 23         |
| 1992/1993 | Nógrád megyei I. osztály, Keleti csoport                                   | Karancsberény                   | 3.         | 31         |
| 1973/1974 | Nógrád megyei I. osztály                                                   | Karancsberény                   | 14.        | 24         |
| 1952      | Nógrád megye, Salgótarjáni járás                                           | Karancsberényi Bányász          | Nincs adat | Nincs adat |
| 1951      | Nógrád megye, Salgótarjáni járás, Karancsvölgyi csoport                    | Karancsberényi Bányász          | 5.         | 6.         |
| 1950 ősz  | Északnyugati LASz, II. osztály, Salgótarjáni csoport                       | Karancsberényi Tárna            | Nincs adat | Nincs adat |
| 1948/1949 | Északnyugati LASz, I.B. osztály, Dózsa-csoport                             | Karancsberény                   | Nincs adat | Nincs adat |
| 1947/1948 | Észak-Magyarországi LASz, II. o.-Mátravidéki aloszt., Salgótarjáni B csop. | Karancsberény                   | Nincs adat | Nincs adat |